# Ischiodon scutellaris
Ischiodon scutellaris là một loài ruồi trong họ Ruồi giả ong (Syrphidae). Loài này được Fabricius mô tả khoa học đầu tiên năm 1805. Ischiodon scutellaris phân bố ở miền Đông phương